# Gouvernement Törngren
République de Finlande
Kekkonen V  Tuomioja 
Le gouvernement Törngren est le 38ème gouvernement de la République de Finlande, qui a siégé 169 jours du 5 mai 1954 - 20 octobre 1954.

## Composition
Le gouvernement est composé des ministres suivants:
| Ministre                                                        | Période                                     | Parti | Parti |
| --------------------------------------------------------------- | ------------------------------------------- | ----- | ----- |
| Premier ministre Ralf Törngren                                  | 5.5.1954 - 20.10.1954                       |       | RKP   |
| Ministre des Affaires étrangères Urho Kekkonen                  | 5.5.1954 - 20.10.1954                       |       | ML    |
| Ministre de la Justice Yrjö Puhakka                             | 5.5.1954 - 20.10.1954                       |       | amm.  |
| Ministre de l'Intérieur Väinö Leskinen                          | 5.5.1954 - 20.10.1954                       |       | SDP   |
| Ministre de la Défense Emil Skog                                | 5.5.1954 - 20.10.1954                       |       | SDP   |
| Ministre des Finances V. J. Sukselainen                         | 5.5.1954 - 20.10.1954                       |       | ML    |
| Vice-Ministre des Finances Martti Miettunen                     | 7.5.1954 - 20.10.1954                       |       | ML    |
| Ministre de l'Éducation Johannes Virolainen                     | 5.5.1954 - 20.10.1954                       |       | ML    |
| Ministre de l'Agriculture Viljami Kalliokoski                   | 5.5.1954 - 20.10.1954                       |       | ML    |
| Vice-Ministre de l'Agriculture Hannes Tiainen                   | 5.5.1954 - 20.10.1954                       |       | SDP   |
| Ministre des Transports et des Travaux publics Martti Miettunen | 5.5.1954 - 20.10.1954                       |       | ML    |
| Vice-Ministre des Transports et des Travaux publics Aku Sumu    | 5.5.1954 - 20.10.1954                       |       | SDP   |
| Ministère du commerce et de l'industrie Penna Tervo             | 5.5.1954 - 20.10.1954                       |       | SDP   |
| Ministre des Affaires sociales Tyyne Leivo-Larsson              | 5.5.1954 - 20.10.1954                       |       | SDP   |
| Vice-ministre des Affaires sociales Vieno Simonen Aku Sumu      | 5.5.1954 - 20.10.1954 7.7.1954 - 20.10.1954 |       | ML    |
| Vice-ministre des Affaires sociales Vieno Simonen Aku Sumu      | 5.5.1954 - 20.10.1954 7.7.1954 - 20.10.1954 | SDP   |       |